# Северіян (Бараник)
Отець Северія́н Степан Бара́ник (ЧСВВ) (18 липня 1889, Угнів — після 26 червня 1941, Дрогобич) — священник та новомученик УГКЦ.

## Біографія
Народився 18 липня 1889 року в місті Угнів Сокальского повіту (нині Сокальський р-н Львівської області, Україна).
24 вересня 1904 р. вступив до Чину Святого Василія Великого в Крехові й 16 травня 1907 р. склав свої перші чернечі обіти, а 21 вересня 1910 р. — схиму (вічні обіти). Філософсько-богословські студії проходив у монастирях Провінції. У зв'язку з російською окупацією Галичини довершував їх у Загребі, де 14 лютого 1914 року прийняв Святу Тайну Священства.
Після повернення на рідну землю працював катехитом Жовківського монастиря отців Василіян. У сані ієромонаха був провідником Товариства Апостольства молитви та Марійського товариства для молоді, ремісників, настоятелем сиротинця. Редагував дитячий журнал «Наш приятель».
26 листопада 1932 року його призначили ігуменом монастиря оо. Василіян та парохом церкви Святої Трійці в місті Дрогобичі. Був провідником товариства Доброї смерті, Марійської дружини для домогосподарок.
З початком радянської окупації Дрогобича більшовицька влада заборонила о. Баранику та о. Сеньківському покидати Святотроїцький монастир, мотивуючи це воєнним часом. Вірні радили отцям якнайшвидше полишити монастир, та вони, хоч і знали, що їм загрожує смерть, відмовилися, бо вважали, що НКВД може помститися усім мешканцям монастиря. 26 червня 1941 року о. Бараник був заарештований НКВД і ув'язнений до Дрогобицьких «Бриґідок». Із того часу ніхто його живим не бачив. Після відступу більшовиків люди впізнали на території в'язниці спотворене тортурами тіло ієромонаха Бараника, яке поховали у спільній могилі. 

## Прославлення
27 червня 2001 р. ієромонах Северіан Бараник був беатифікований у місті Львові під час Святої Літургії у візантійському обряді Святішим Отцем Іваном Павлом ІІ. 

## Вшанування пам'яті
2007 року на подвір'ї церкви Святих Апостолів Петра і Павла на стіні будинку було встановлено величну мозаїку Блаженних мучеників Віталія, Северіяна та Якима. 
В увічнення пам'яті про дрогобицьких Блаженних мучеників Віталія, Северіяна та Якима в Дрогобичі на вулиці Євгена Коновальця  збудовано церкву Дрогобицьких священномучеників.

Ікона Блаженного Северіяна Бараника
Церква Дрогобицьких священномучеників
Зображення Дрогобицьких священномучеників Северіяна, Якима та Віталія над входом в церкву Дрогобицьких священномучеників